# Заслуженный артист Удмуртской АССР
Заслуженный артист Удмуртской АССР — почётное звание Удмуртской АССР. Присваивалось Президиумом Верховного Совета Удмуртской АССР выдающимся деятелям искусства, особо отличившимся в деле развития театра, музыки и кино. 

Следующей степенью признания было присвоение звания «Народный артист Удмуртской АССР».
С распадом Советского Союза в Удмуртии звание «Заслуженный артист Удмуртской АССР» было заменено званием «Заслуженный артист Удмуртии», при этом за званием  сохранились права и обязанности, предусмотренные законодательством бывших СССР и Удмуртской АССР о наградах.